# Чарган
Чарга́н (болг. Чарган) — село в Ямбольській області Болгарії. Входить до складу общини Тунджа.

## Населення
За даними перепису населення 2011 року у селі проживали 574 особи.
Національний склад населення села:
| Національність   | Кількість осіб | Відсоток |
| ---------------- | -------------- | -------- |
| болгари          | 539            | 97,1%    |
| цигани           | 9              | 1,6%     |
| інша             | 6              | 1,1%     |
| Всього відповіли | 555            |          |

Розподіл населення за віком у 2011 році:
Динаміка населення: